# Christine Black
Christine Black est une femme politique québécoise. Elle est mairesse de l'arrondissement de Montréal-Nord et membre du conseil municipal de Montréal depuis sa victoire à une élection partielle en avril 2016, à la suite de la démission de Gilles Deguire. Elle commence sa carrière politique avec Équipe Denis Coderre pour Montréal qui deviendra Ensemble Montréal.

## Premières années
Originaire de Saint-Rémi sur la Rive-Sud de Montréal, Christine Black déménage à Montréal-Nord à l'âge de vingt ans pour travailler comme animatrice au Centre des jeunes l'Escale,. Elle devient directrice du centre en 2006 et occupe ce poste jusqu'à son élection comme mairesse d'arrondissement,. 
En 2008, elle est porte-parole du Mouvement Solidarité Montréal-Nord, un groupe formé à la suite de la mort par balle de Fredy Villanueva par un policier. Elle plaide en faveur d'une police de proximité et déclare : « Une partie du problème est que des policiers inconnus arrivent ici, procèdent à des arrestations, harcèlent les gens et repartent. Il est important d'avoir une présence policière ici, mais ils doivent aussi comprendre l'ambiance du quartier et les avantages du dialogue et de la prévention ». Elle ajoute qu'une partie du mandat de son centre vise à offrir des programmes de basket-ball, de soccer, de chant et de danse aux jeunes à risque d'intégrer des milieux criminels. 
Black obtient en 2001 un certificat en travail social du Cégep du Vieux Montréal puis un baccalauréat en sciences de l'Université de Montréal en 2010. En 2017, elle complète une maîtrise en administration publique de l'École nationale d'administration publique, avec une spécialisation en services de santé et services sociaux,. 
En 2012, elle reçoit la médaille du jubilé de diamant de la reine Élisabeth II pour sa contribution à la communauté de Montréal-Nord,.  
Elle apprend le créole, de par ses connaissances puis par un cours.  

## Vie politique
Black est choisie par le maire de Montréal, Denis Coderre, comme candidate de son parti, Équipe Denis Coderre pour Montréal, au poste de maire d'arrondissement de Montréal-Nord lors d'une élection partielle devant avoir lieu en avril 2016, à la suite de la démission de Gilles Deguire. Alors âgée de 34 ans, sa campagne est axée sur les questions de renouveau économique et de réduction du taux de pauvreté. L'appui au parti de Denis Coderre – député dans l'arrondissement durant 16 ans – dans l'arrondissement étant important, Black est élue sans difficulté avec 68,6 % des voix exprimées. Elle n'est élue que depuis deux semaines, qu'une manifestation en l'honneur de Fredy Villanueva tourne en émeute dans l'arrondissement et où plusieurs véhicules sont incendiés et le poste de police vandalisé. 
En tant que maire d'arrondissement, Black siège au conseil municipal de Montréal, en plus du conseil d'arrondissement de Montréal-Nord.
En 2021, elle est réélue à la mairie de Montréal-Nord avec 63 % des voix, et ce, avec l'étiquette d'Ensemble Montréal. 